# Claudia Golling
Pour les articles homonymes, voir Golling.
Claudia Golling (née le 17 février 1950 à Munich) est une actrice allemande.
Fille du comédien Alexander Golling, elle a grandi à Rottach-Egern. Elle a appris la danse classique et le théâtre. Elle fait ses débuts en 1967 au théâtre de rue (Freilichtspiele) de Schwäbisch Hall.
Elle est engagée pour la saison 1968-69 au théâtre municipal de Landshut, puis par l'opéra de Düsseldorf, participe aux Kreuzgangspiele de Feuchtwangen et enfin se produit pour le théâtre de Munich. Elle a interprété Maria Magdalena de Franz Xaver Kroetz. On l'a vue jouer en 1979 le rôle de Jane dans 3 lits pour 8 d'Ayckbourn, ainsi que dans Die wilde Auguste de Walter Kollo. En tournée, elle a notamment interprété les rôles de Thekla dans Wallenstein et de Marianne von Pehlen dans Le Snob de Carl Sternheim. Elle a souvent joué des seconds rôles pour le petit écran.

## Filmographie
- 1967 : Les Bourgeois de Calais
- 1968 : Le Pommelé d'Holledau
- 1969 : Die Hochzeit auf der Alm
- 1969 : Le Monstre (Der Kommissar)
- 1970 : Les Joyeuses Commères de Windsor
- 1973 : L'Éloignement (série)
- 1975 : Les Brigades du Tigre (Les Compagnons de L'apocalypse)
- 1975 : Carmina Burana, adaptation cinématographique de Jean-Pierre Ponnelle
- 1976 : Sale dimanche[2] (série Inspecteur Derrick)
- 1976 : Der Winter, der ein Sommer war (en trois épisodes)
- 1977 : Die Jugendstreiche des Knaben Karl
- 1978 : Zeit zum Aufstehn (en deux parties)
- 1979 : The American Success Company de William Richert
- 1981 : Im Schlaraffenland. Ein Roman unter feinen Leuten
- 1984 : Faïences de Delft (série)